# War Resisters League

„Broken Rifle“ (Zerbrochenes Gewehr): Logo der War Resisters League, das sie von der War Resisters International übernommen hatte.

Die War Resisters League (WRL) (deutsch: Vereinigung der Kriegsgegner) ist eine im Jahr 1923 von Kriegsdienstverweigerern und vormaligen Aktivisten gegen den Ersten Weltkrieg gegründete, bis heute bestehende Organisation der US-amerikanischen Friedensbewegung. Sie ist die älteste und bedeutendste nicht religiös ausgerichtete Friedensorganisation in Nordamerika. Ihre nationale Geschäftsstelle befindet sich in der Canal Street im südlichen Teil des New Yorker Stadtbezirks Manhattan (Lower Manhattan). Untergliederungen der WRL sind in den meisten US-Bundesstaaten mit diversen Ortsverbänden aktiv.
In den USA ist sie die nationale Sektion der War Resisters International, einer internationalen Dachorganisation politischer Pazifisten, Antimilitaristen und Kriegsdienstverweigerer.

## Peace Award
Im Jahr 1958 stiftete die Organisation den War Resisters League Peace Award, einen Friedenspreis, der seither nahezu jährlich an Persönlichkeiten oder Vereinigungen verliehen wird, die sich im Sinn der WRL mit gewaltfreien Mitteln gegen Krieg und für die Beseitigung von Kriegsursachen engagieren.

## Medien
Die War Resisters League veröffentlicht quartalsweise das Magazin WIN through revolutionary nonviolence (übersetzt: Gewinne durch revolutionäre Gewaltlosigkeit), in dem Artikel und Interviews zum Themenkomplex der Friedensbewegung oder der Graswurzelbewegung publiziert werden. Die Zeitschrift fußt in ihrem Namen auf die zwischen 1966 und 1983 zur Propagierung der Direkten Aktion ebenfalls WIN genannte Zeitung einer New Yowker Gruppe von Aktivisten, die der WRL nahestand. In diesem Fall stand WIN für Workshop in Nonviolence (sinngemäß übersetzt: Werkstatt für Gewaltlosigkeit); im März 1972 wurden hier erstmals die von der Citizens’ Commission to Investigate the FBI (Bürgerkommission zur Untersuchung des FBI) gestohlenen Dokumente vollständig veröffentlicht.